# TV 도쿄 토요일 심야 드라마
TV 도쿄 토요일 심야 드라마(일본어: テレビ東京系土曜深夜ドラマ)는 TV 도쿄 계열의 드라마이다.

## 작품 소개
- 《영화 같은 사랑하고 싶다》
- 《에코에코 아자라크》
- 《진·여신 전생 데빌 서머너》
- 《라스트 얼라이브》
- 《그릇 한조》
- 《리얼 탈출 게임 밀실 미소녀》
- 《도쿄 토이 박스》
- 《대도쿄 토이 박스》
- 《마법★남자 체리즈》